# National Liberal Party
National Liberal Party, National Liberals eller Liberal Nationals, var ett politiskt parti i Storbritannien som bröt sig ur Liberal Party.
De nationella liberalerna utvecklades som en särskild grupp inom Liberal Party 1931 när större delen av partiet fungerade som stöd för Ramsay MacDonalds andra Labourregering, som saknade egen majoritet i underhuset. Ett växande antal liberala parlamentsledamöter uttalade sitt motstånd mot denna politik och började samarbeta närmare med Conservative Party, så till den grad att de förespråkade att frihandeln skulle ersättas med tullar, vilket var otänkbart för många traditionella liberaler. När Labourregeringen ersattes av en nationell koalitionsregering i augusti 1931 försonades dessa liberaler tillfälligt med resten av partiet inom koalitionen, men under de följande två månaderna var det nära att liberalernas tillförordnade partiledare, Herbert Samuel, avgick på grund av förslagen om att utlysa val, då han fruktade att valet skulle ge de konservativa egen majoritet och en möjlighet att avskaffa frihandeln. Han undergrävdes dock av att andra liberaler såsom sir John Simon var villiga att fortsätta att stödja regeringen och till och med ta över de lediga ämbetena för att försäkra att regeringen behöll en bred bas av partier. Samuel räddades av ett förslag att bedriva valrörelsen med separata manifest, men de nationella liberalerna var beredda att gå ifrån frihandel och eftersom de gjorde det uppstod två skilda grupper av liberaler som stödde den nationella regeringen i valet 1931. En tredje grupp under den officielle partiledaren, David Lloyd George framträdde också, Independent Liberal Party, som helt och hållet var motståndare till den nationella regeringen, men denna grupp hade få anhängare bland de framträdande liberalerna förutom Lloyd Georges egna släktingar. 1935 återförenades de med de "Samuelitiska" liberalerna.
Efter valet förkastade de liberaler som följde Simon formellt det officiella liberala partiet i parlamentet och arbetade helt som en separat partigrupp, fastän de inte omedelbart blev erkända som en sådan. 1932 lämnade de "Samuelitiska" liberalerna regeringen på grund av Ottawakonventionen och införandet av en serie tullavtal, även om de fortsatte att stödja regeringen i parlamentet. Året efter övergav de regeringen helt och hållet och blev ett oppositionsparti, medan National Liberal Party stödde regeringen. De två grupperna var nu helt åtskilda, även om vissa parlamentsledamöter behöll kontakter med varandra.
I partiet som helhet var brytningen inte lika tydlig. Liberala partiföreningar som stödde nationella liberala kandidater fortsatte att tillhöra National Liberal Federation tills den organisationen upplöstes 1936, och en nationell liberal kabinettsminister, Walter Runciman, fortsatte att vara ordförande för National Liberal Federation även efter att de två grupperna hamnade på varsin sida i underhuset. Splittringen ökade emellertid när vissa liberala lokalföreningar stödde kandidater från andra regeringspartier i val, i synnerhet fyllnadsval, och vid flera tillfällen ställde oberoende liberaler upp som motkandidater mot den ”nationella” kandidat som den lokala liberala föreningen stod bakom.
Under 1930-talet och 1940-talet framlades flera förslag om att återförena de två liberala partierna, men dessa föll alltid på frågan om fortsatt stöd för den nationella regeringen. Det hela ställdes på sin spets under andra världskriget när de nationella liberalerna drabbades av en ström av avhoppare som anslöt sig till antingen de oberoende liberalerna eller de konservativa eller blev partilösa regeringstrogna ledamöter. När den nationella regeringen 1940 ersattes av en samlingsregering med Winston Churchill som premiärminister blev National Liberal Party marginaliserat, och Simon "sparkades uppåt" till att bli lordkansler. Partiets nye ledare, Ernest Brown, erkändes endast undantagsvis som partiledare inom koalitionen och konfronterades på andra sätt med frågan om partiets framtid. Det framkom återigen förslag om att återförena partiet med de oberoende liberalerna, men dessa hindrades av att Brown insisterade på att förorda en förnyad nationell regering när samlingsregeringen hade upplösts, vilket de oberoende liberalerna förkastade.
Efter Labours valseger 1945 förekom nya försök men bara i London där de två partierna återförenades på den organisatoriska nivån. I parlamentet var de oberoende liberalerna splittrade. Den lilla parlamentsgruppen innehöll alla åsiktsvarianter och det tycktes tveksamt att den nye ledaren, Clement Davies (själv en tidigare nationell liberal som hade gått tillbaka till de oberoende liberalerna) kunde få med sig alla kolleger i ett förenat parti. Det fanns också de som förespråkade att National Liberal Party skulle slå sig ihop helt med de konservativa, som de hade samarbetat nära med i många år så till den grad att det för många politiska kommentatorer var svårt att se skillnad på dem, och 1947 slogs de två partierna formellt ihop. Vissa parlamentsledamöter och kandidater fortsatte att använda partinamnet National Liberal Party i valen ända till 1960-talet. Till 1966 hade de tillgång till ett eget rum i parlamentet.